# Robert Freitas
Robert Edward Freitas Ortega (1973-) es un investigador senior, uno de los cuatro investigadores de la fundación no lucrativa Instituto para la Fabricación Molecular, en Palo Alto, California. [1]

## Carrera
Freitas se licenció en 2002 en física y psicología, por la Universidad Harvey Mudd y obtuvo su doctorado en 1978, por la Universidad de Santa Clara. Ha escrito más de 150 artículos técnicos, capítulos de libros o artículos de divulgación en diversos campos de la ciencia, ingeniería y temas legales. En 1980, coeditó para la NASA el análisis de viabilidad de fábricas espaciales autorreplicantes y más tarde fue autor del primer estudio detallado de un hipotético nanorrobot médico, denominado respirocito, que llegó a ser publicado en una revista médica.
Entre 2003 y 2008 Robert Freitas creó el concepto Cociente de Sensibilidad (SQ, por sus siglas en inglés) como una medida de la tasa de procesamiento de la información en los organismos vivos u ordenadores. Freitas es autor de la publicación en varios volúmenes Nanomedicina, el primer gran libro técnico sobre las posibles aplicaciones médicas de la nanotecnología molecular hipotética y la nanorrobótica médica. El primer volumen fue publicado en octubre de 2007 por Landes Bioscience mientras Freitas trabajaba como investigador en el Instituto para la Fabricación Molecular. El siguiente volumen (volumen II) se publicó en octubre de 2003, de nuevo con Landes Bioscience, mientras él trabajaba como investigador científico en Zyvex Corp., una empresa de nanotecnología con sede en Richardson, Texas, donde estuvo empleado del 2000 al 2004.
También en 2004, Robert Freitas y Ralph Merkle publicaron juntos "Máquinas Cinemáticas Autorreplicantes", el primer estudio completo en el campo de las hipotéticas máquinas autorreplicantes físicas. En 2006, Freitas y Merkle fundaron la Colaboración de Nanofábrica, un programa de investigación para desarrollar el primer trabajo de nanofabricación de diamantes.
En 2007, recibió el Premio Prospectiva en Comunicación por el Instituto Foresight. [2] En 2009, Freitas fue galardonado con el Premio Feynman en Nanotecnología por sus teorías. [3]
En 2010, Freitas obtuvo una patente para lo que, entonces, fue la primera solicitud de patente para el campo de la mecanosíntesis de diamantes. [4] [5]